# エル・コレオ
『エル・コレオ』(スペイン語: El Correo)は、スペイン・バスク州やスペイン北部で読まれているスペイン語による日刊紙（一般紙）。紙名はスペイン語で「新報」を意味する。ビスカヤ県ビルバオで発行されている。スペインで7番目に発行部数が多く、2011年には99,277部/日が発行された。

## 歴史
1910年5月1日、フェルナンド、ガブリエル、エミリオのイバラ・イ・デ・ラ・レビリャ兄弟は、フアン・デ・ラ・クルスを編集長としてプエブロ・バスコ（Pueblo Vasco、バスクの人々）を創刊した。この新聞はビスカヤ県の若い自由主義保守党員に支持され、その社説は聖職者、君主制支持者、フリー・プレス、バスク自治政府関係者などによって書かれた。最大の競合者はラ・ガセタ・デル・ノルテだった。
スペイン内戦勃発直後の1936年7月17日、その保守的なスタンスが理由で共和国政府はエル・プエブロ・バスコを休刊させた。約1年後の1937年7月6日、フランシスコ・フランコ軍によってビルバオが陥落させられた後にエル・プエブロ・バスコは発行を再開し、ファランヘ党の機関紙であるエル・コレオ・エスパニョールやバスク民族主義党の機関紙であるエウスカディの新聞スタンドを利用した。1938年4月13日にはフランコ独裁政府の命令により2紙が統合され、エル・プエブロ・バスコ株式会社が所有するエル・コレオ・エスパニョール＝エル・プエブロ・バスコとなったが、実質的にはファランヘ党の支配下に置かれた。フランコ政権最初の15年間に、エル・コレオは競合するエル・ノティシエロ（1939年）とエル・ディアリオ・バスコ（1945年）を取得した。エル・ディアリオ・バスコの購入後には社名をビルバオ・エディトリアル株式会社に変更した。
1965年にはピントール・ロサーダ通りの現社屋に移転し、タブロイド版に変更してページ数を増加させた。1976年にはラ・ガセタ・デル・ノルテを上回り、スペイン北部でもっとも発行部数の多い新聞となった。この頃には発行者のハビエル・イバラ・ベルヘがバスクの分離独立組織バスク祖国と自由(ETA)に誘拐されて殺害される事件があった。1955年から1978年までは自転車レースのブエルタ・ア・エスパーニャの主催者だったが、1960年代末からはETAが競技への攻撃を行い、また1970年代末の民主化への移行期には混乱が増したため、スペイン自転車競技連盟はバスク自治州を通るレースの開催を禁止し、エル・コレオは1979年1月に主催者からの撤退を表明した。それ以後はスポーツ興行会社のウニプブルクが主催者を務めており、2011年まではブエルタ・ア・エスパーニャのルートがバスク地方を通ることはなかった

## 拡大
1980年代にはビルバオ都市圏の外側まで販路を拡大し、サンタンデールのエル・ディアリオ・モンタニェスを買収した。現在は9の地域版を刊行しており、ビルバオを含むビスカヤ県で5地域版、アラバ県版、ギプスコア県版、ブルゴス県版（ミランダ・デ・エブロ）、ラ・リオハ州版がある。ギプスコア県では姉妹紙のエル・ディアリオ・バスコも出版している。エル・コレオ、エル・ディアリオ・バスコ、エル・ディアリオ・モンタニェスの3紙は、マドリードでABCを発行しているグルポ・ボセントによって出版されている。漫画家のルイス・デル・オルモによる新聞漫画「ドン・セレス」がエル・コレオのシンボルとなっている。「ドン・セレス」はかつてラ・ガセタ・デル・ノルテに連載されていたものだった。